# Башово
Башово — деревня в Локнянском районе Псковской области России. 
Входит в состав Самолуковской волости в качестве её административного центра.
Расположена в 25 км к югу от райцентра Локня.

## Население
| 2001 | 2002 | 2010 |
| ---- | ---- | ---- |
| 283  | ↘277 | ↘201 |

Численность населения деревни по оценке на начало 2001 года составляла 283 жителя.